# Evandro Goebel
Evandro Goebel (Blumenau, 23 agosto 1986) è un ex calciatore brasiliano, di ruolo centrocampista.

## Palmarès
- Campionato Paranaense: 1

Atlético Paranaense: 2005
- Coppa Serba: 1

Stella Rossa: 2011-2012